# Zofia Mellerowicz
Zofia Mellerowicz (ur. 16 października 1888, zm. 30 października 1949 w Krakowie) – polska aktorka teatralna i filmowa, suflerka.
Początkowo występowała w Słonimiu, w 1908 roku w Baranowiczach, w latach 1915–1916 w Kielcach, a w 1916 roku w Radomiu w zespole Henryka Czarneckiego. W okresie międzywojennym grała role epizodyczne i pracowała jako suflerka w Teatrze Letnim i Teatrze Polskim w Warszawie. Po wojnie pracowała w Teatrze im. Słowackiego w Krakowie. W sezonie 1945–1946 występowała w Teatrze Polskim w Bielsku, gdzie zagrała Żelazną w sztuce Panna Maliczewska oraz Mundzię w Gdzie diabeł nie może. W kolejnym sezonie grała w zespole Teatru Starego w Krakowie. W latach 1947–1949 była suflerką w Teatrze im. Słowackiego w Krakowie.

## Filmografia
- 1933 Jego ekscelencja subiekt
- 1935 ABC miłości
- 1938 Robert i Bertrand – właścicielka pokoju wynajmowanego przez Roberta i Bertranda
- 1938 Paweł i Gaweł – właścicielka kamienicy, matka Anielci
- 1938 Kobiety nad przepaścią – kobieta wynajmująca Marysi pokój
- 1939 Ja tu rządzę – wujenka (nie występuje w napisach)